# Fissidens nobilis
Fissidens nobilis är en bladmossart som beskrevs av Griffith 1842. Fissidens nobilis ingår i släktet fickmossor, och familjen Fissidentaceae. Inga underarter finns listade i Catalogue of Life.